# Branimir Radelić
Branimir Radelić (Gradac, 20. ožujka 1916. - Split, 1998.), hrvatski admiral. Bio je kontraadmiral JRM.
Po zanimanju je bio ribar. Godine 1934. pridružio se KPJ. U NOVJ je u početku isprve bio šef tehnike za Dalmaciju. Poslije je u ratu bio politički komesar u više jedinica. Poslije rata bio je pomorski ataše u SAD, pomoćnik zapovjednika za zaleđe vojnopomorskega područja i dr.